# Ташкентська ТЕС (Cengiz Energy)
41°22′50″ пн. ш. 69°22′23″ сх. д. / 41.38056° пн. ш. 69.37306° сх. д.
Ташкентська ТЕС (Cengiz Energy) — теплова електростанція в Узбекистані, проєкт якої реалізувала турецька компанія Cengiz Energy.
У 2022 році на майданчику ТЕС ввели в дію один парогазовий блок комбінованого циклу потужністю 240 МВт, в якому дві газові турбіни живлять через відповідну кількість котлів-утилізаторів одну парову турбіну.
Як паливо станція використовує природний газ, що може надходити до столичного регіону газопроводами БГР — Ташкент та Янгієр – Ташкент.